# Jerzy Szczygieł
Jerzy Szczygieł (ur. 14 marca 1932 w Puławach, zm. 21 sierpnia 1983 w Warszawie) – polski pisarz, także dla młodzieży, prozaik.

## Życiorys

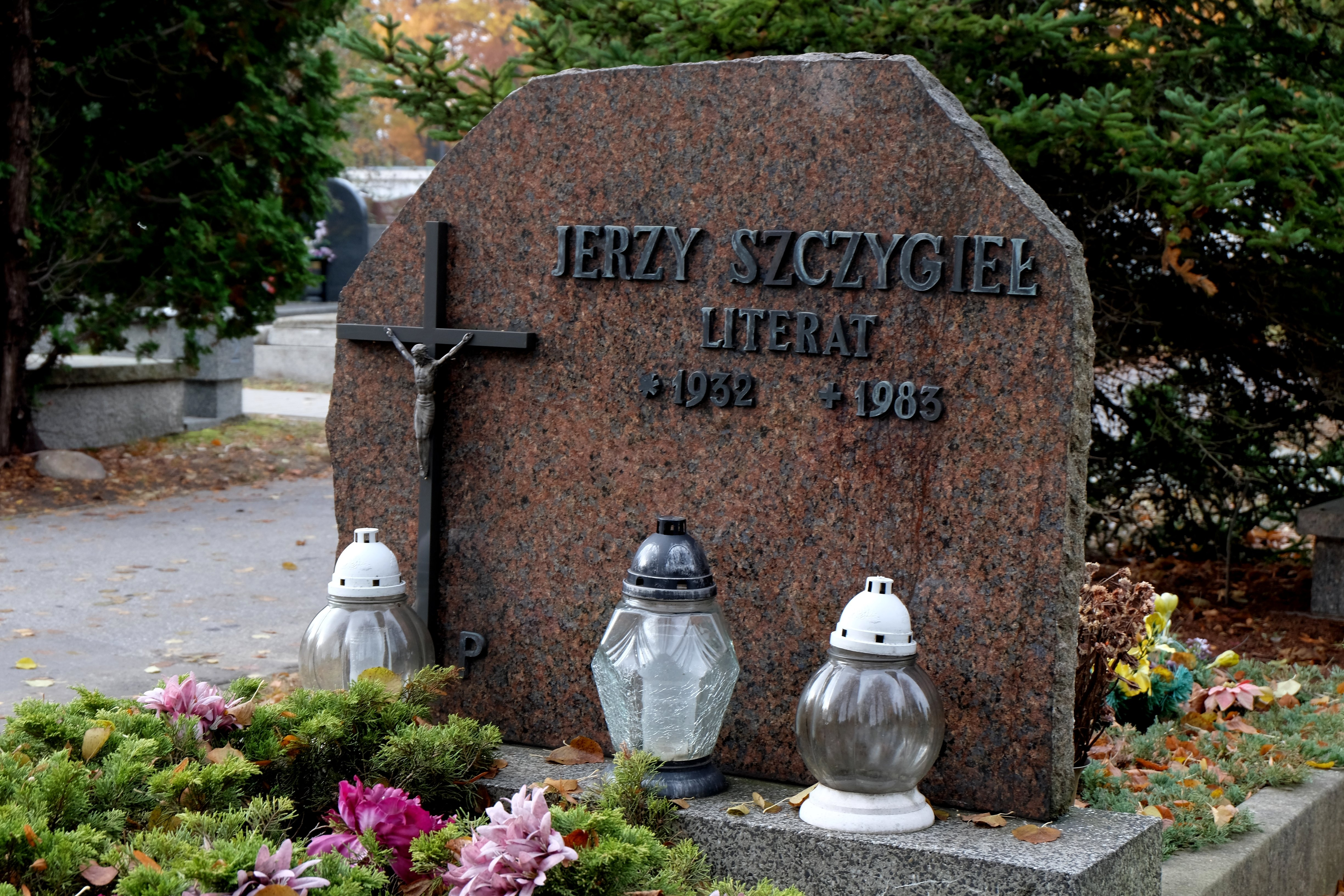
Grób Jerzego Szczygła na Cmentarzu Komunalnym Północnym w Warszawie

Jako nastolatek, w 1945 r., na polach minowych nad Wisłą stracił wzrok. W 1957 ukończył filologię polską na Uniwersytecie Warszawskim. Debiutował w 1954 na łamach „Sztandaru Młodych”. Od 1957 redaktor naczelny czasopisma „Nasz Świat”, a od 1964 także „Niewidomy Spółdzielca”. Członek i działacz Polskiego Związku Niewidomych. W 1976 otrzymał Nagrodę Prezesa Rady Ministrów za całokształt twórczości.

## Twórczość
W jego dorobku literackim na szczególną uwagę zasługuje cykl czterech powieści, których akcja rozgrywa się pod koniec wojny i tuż po wyzwoleniu. Były to wydane w latach 1960–1976: Tarnina, Ziemia bez słońca, Nigdy cię nie opuszczę i Po kocich łbach. Ich bohaterem jest chłopiec Tadeusz Różański, który wyrwany ze świata dziecinnych zabaw, znajduje się nagle w brutalnym świecie dorosłych. Przedwcześnie osierocony, opiekujący się młodszym bratem, pozbawiony wzroku na skutek wypadku z niewypałem, musi stawić czoło problemom dnia codziennego, które niejednokrotnie przygniotłyby dojrzałego człowieka. Cykl ten wyróżnia się na tle licznie wydawanych ówcześnie pozycji ukazujących wojnę i powojenną rzeczywistość w aureoli bohaterskich czynów lub w kategoriach wielkiej przygody. Ukazuje surową prawdę o wojnie i zmaganiach jednostki w społeczeństwie, wzrusza i pobudza do refleksji.

## Utwory

### Dla młodzieży
- Tarnina (1960; pierwsza książka z cyklu historii Tadka Różańskiego – grupa chłopców postawiona przed dojrzałymi wyborami moralnymi, kiedy w miejscu ich zabaw – ziemiance w tzw. Tarninie, trzeba ukryć przed Niemcami człowieka)
- Ziemia bez słońca (1968; dalszy ciąg Tarniny, najbardziej przejmujący tom cyklu, w którym Tadek Różański toczy przejmującą walkę o poprawę ciężkiego losu rodziny, zakończona śmiercią matki).
- Powódź (1970; powieść kryminalno-psychologiczna – historia młodego i odpowiedzialnego chłopca postawionego w obliczu niebezpieczeństwa)
- Nigdy cię nie opuszczę (1972; dwójka dzieci, braci próbuje żyć samodzielnie po zakończeniu II wojny światowej, ukrywając fakt, że zostali sierotami; główny bohater traci wzrok, a trudne chwile pomaga mu przetrwać przyjaźń rówieśniczki, jego wiek pokrywa się z wiekiem pisarza w tym okresie; fragmenty były czytanką w wypisach do IV albo V klasy podstawówki w okresie PRL-u)
- Ścieżka (1975; opowiadanie)
- Po kocich łbach (1976; czwarta powieść z cyklu, którego bohaterem jest Tadeusz Różański; jako niewidomy chłopiec próbuje odnaleźć się w nowej rzeczywistości, jako pełnoprawny uczestnik życia społecznego)
- Nie jesteś inny (1976)

### Dla dorosłych
- Drogi rezygnacji (1962)
- Milczenie (1962)
- Dopalające się drzewa (1965)
- Sen o brzozowych bucikach (1966)
- Szare rękawiczki (1969)
- Poczekaj błyśnie, poczekaj otworzy się (1983)

### Scenariusze
Był autorem scenariuszy do filmów:
- Milczenie (1963)
- Obszar zamknięty (1972)